# Kirchengeschichte (Eusebius)
Die Kirchengeschichte (altgriechisch Ἐκκλησιαστικὴ ἱστορία; lateinisch Historia ecclesiastica) ist ein im ersten Viertel des 4. Jahrhunderts n. Chr. auf Griechisch verfasstes, vollständig erhaltenes, 10 Bücher umfassendes Werk des Kirchenvaters und Bischofs Eusebius von Caesarea. Es berichtet über das frühe Christentum vom Erscheinen Jesu Christi bis zur 324 n. Chr. errungenen Gewinnung der Alleinherrschaft des römischen Kaisers Konstantin des Großen und ist ein bedeutsames Beispiel altchristlicher Literatur.

## Inhalt
Die Historia ecclesiastica, die viel zu Eusebius’ Ruhm beitrug und ihm zum Titel Vater der Kirchengeschichte verhalf, ist nicht im engeren Sinn eine allgemeine Geschichte der frühen christlichen Kirche von Jesu Auftreten bis in die eigene Zeit des Autors, sondern eine Sammlung von vielen Exzerpten aus Quellenmaterial zu bestimmten Aspekten dieses Themas. Den Stoff konnte Eusebius in den Bibliotheken von Caesarea und Jerusalem auftreiben. Zu dem Inhalt des Werks gehören u. a. die Auflistung der seit der Apostelzeit amtierenden Bischöfe der bedeutendsten Christengemeinden wie Rom, Alexandria, Antiochia und Jerusalem unter Berücksichtigung ihrer chronologischen Fixierung, die christlichen Lehrer und Autoren, Gnostiker und Häretiker, die Christenverfolgungen im Römischen Reich sowie – zunächst Flavius Josephus folgend – die Leiden des jüdischen Volks bis zur Zerstörung Jerusalems und dem Bar-Kochba-Aufstand. Diese Katastrophen der Juden seien nach der Ansicht von Eusebius die göttliche Bestrafung für ihre Tötung des Messias gewesen, und sie wären auch nicht mehr das auserwählte Volk.
Eusebius hebt in der Einleitung die Pionierleistung seines Werks hervor, denn frühere Schriftsteller hätten auf dem Gebiet der christlichen Kirchengeschichte nur sehr lückenhafte Berichte selbst erlebter Zeiten hinterlassen, aus denen er brauchbare Notizen zu einer historisch geordneten Gesamtdarstellung verarbeiten wolle. Laut seiner eigenen Aussage hatte er eine Kurzversion eines Teils des in der Kirchengeschichte dargestellten Stoffes bereits in seiner früher verfassten Chronik, einem synchronistischen Abriss der Weltgeschichte, zusammengetragen. Das chronologische Grundgerüst der Kirchengeschichte bildeten zwei Eusebius zur Verfügung stehende Listen der Bischöfe von Alexandria und Rom, in denen die Amtsdauer dieser geistlichen Würdenträger verzeichnet war, bei den frühen Bischöfen außerdem das Jahr des jeweiligen römischen Kaisers, in dem ihr Amtsantritt erfolgt war. Die ersten Teile der alexandrinischen und römischen Liste dürften aus der Chronik des Sextus Iulius Africanus stammen. Die chronologische Einheit bildet die Regierungszeit jeweils eines Kaisers, innerhalb derer die zugehörigen erzählten Stoffe angeordnet werden.
In der Nachfolge hellenistischer Philologen wie Apollodor, deren Methoden Eusebius sich bediente, nimmt die Literaturgeschichte in seinem Werk breiten Raum ein. So hatte schon Apollodors Chronographie ebenso sehr literarische wie politische Geschehnisse kurzgefasst wiedergegeben. Nach dem Vorbild hellenistischer Gelehrter bestimmte Eusebius die Zeit christlicher Autoren und katalogisierte deren Werke. Er gab auch literaturwissenschaftliche Behandlungen von Teilen der Bibel wieder, so ein langes Exzerpt aus Dionysius von Alexandria, das die Authentizität der Offenbarung des Johannes erörtert.
Während die Stoffverteilung in den ersten fünf Büchern der Kirchengeschichte einigermaßen ausgewogen ist, widmet sich das sechste Buch größtenteils Origenes und das siebente überwiegend Dionysius von Alexandria. Ab dem achten Buch referierte Eusebius mit der Schilderung der diokletianischen Verfolgung und den darauf folgenden Ereignissen Zeitgeschichte. Er trug aber wiederum keine allgemeine Geschichte seiner Gegenwart vor, sondern beschränkte sich zunächst u. a. auf die Anführung kaiserlicher Edikte gegen die Christen sowie die Darstellung des Ausbruchs der Verfolgung und verschiedener Martyrien. Die Verfolgung sei eine göttliche Strafe für die Streitsucht der christlichen Bischöfe gewesen. Die Chronologie der Geschehnisse ist oft unklar. Eine Parallelüberlieferung bietet hier Lactantius’ De mortibus persecutorum. Im 9. und 10. Buch zeigt sich Eusebius dann als historisch wenig objektiver Berichterstatter der Geschichte Kaiser Konstantins, den er panegyrisch beschreibt.
Im Gegensatz zu früheren nichtchristlichen Historikern brachte Eusebius sehr viele Auszüge aus seinen Gewährsmännern, wenn er dabei auch nicht die in späteren Zeiten angelegten wissenschaftlichen Standards erreichte, indem er etwa  nicht zwischen Primär- und Sekundärquellen unterschied und die von ihm eingesehenen Quellentexte eher in Form einer Paraphrase als wörtlich wiedergab. Er stützte sich mehr auf orthodoxe Schriftsteller und überliefert keine Werkverzeichnisse von als häretisch eingestuften Autoren, wohl aber die durch diese hervorgerufene orthodoxe Literatur. Viele bedeutende Textstellen von ansonsten verlorenen frühchristlichen Schriften blieben durch Eusebius’ Werk erhalten, das dadurch oft die nahezu einzige Quelle für die ältere Kirchengeschichte darstellt.

## Entstehungsgeschichte, Überlieferung und Nachwirkung
Zur Aufklärung der Entstehung von Eusebius’ Kirchengeschichte trug der Klassische Philologe Eduard Schwartz viel bei, der 1903–1909 eine dreibändige Edition des griechischen Texts besorgte. Er nahm an, dass Eusebius insgesamt vier jeweils die Schlusspartien revidierende und erweiternde Ausgaben seines Werks veröffentlichte. Die erste, acht Bücher umfassende Ausgabe sei im Jahr 312 entstanden, als nach dem Toleranzedikt von 311 die bisherige Verfolgungssituation der Christen im Wesentlichen zu Ende war. Der Autor habe eine historische Apologie des Christentums verfassen wollen, die in dem Triumph der Kirche über die sie verfolgende Staatsgewalt gipfelte. In der schnell sich verändernden politischen und religiösen Situation der Folgejahre seien weitere drei Editionen entstanden, bei denen die letzten zwei Bücher hinzugefügt worden wären. Die letzte Ausgabe habe Eusebius bald nach Konstantins Erringung der Alleinherrschaft 324 niedergeschrieben.
Der deutsche Althistoriker Richard Laqueur vertrat in seinem 1929 herausgegebenen Buch Eusebius als Historiker seiner Zeit die Meinung, dass Eusebius die Christenverfolgungen unter Diokletian und Galerius in der ersten Ausgabe seiner Kirchengeschichte noch nicht dargestellt habe; diese Erstedition sei vielmehr in sieben Büchern bereits 303 publiziert worden. Über die diokletianische Verfolgung habe erst ein 311 hinzugefügtes achtes Buch berichtet, dessen Stoff nach 317 ergänzt und auf die nunmehrigen Bücher 8–10 verteilt worden sei. Nach neueren Forschungen könnte die Ersterscheinung des Werks bereits um 290 erfolgt sein, so dass es einen langen Entstehungsprozess bis zu seiner endgültigen Fassung durchlaufen hätte.
Eusebius’ Kirchengeschichte entfaltete eine beträchtliche Nachwirkung und wurde schon bald nach ihrer Entstehung oft abgeschrieben. Es existieren etwa sieben älteste erhaltene Handschriften des griechischen Texts, die aus dem 10. bis 12. Jahrhundert stammen. Die teilweise großen Abweichungen der Manuskripte voneinander sind auf unterschiedliche Textformulierungen in Eusebius’ verschiedenen Ausgaben seines Werks zurückzuführen. Rufinus von Aquileia übertrug die Schrift 403 in einer nicht gerade herausragenden Weise frei ins Lateinische und setzte sie bis zum Tod des Kaisers Theodosius I. 395 fort. Durch diese Übersetzung erhielt der mittelalterliche Okzident Kenntnis des eusebianischen Werks. Eine nach der Einschätzung von Eduard Schwartz deutlich bessere Übersetzung der Kirchengeschichte stellte jene ins Syrische dar, die vielleicht bereits im 4. Jahrhundert erfolgte. Sie liegt heute nur unvollständig überliefert vor, doch können die Lücken durch eine getreuliche armenische Übersetzung der syrischen Version aufgefüllt werden. Insgesamt ist der Überlieferungszustand der Kirchengeschichte damit sehr gut. Sokrates Scholasticus, Sozomenos und Theodoret schufen weitere Fortführungen der Kirchengeschichte.

## Ausgaben
- Eusebius von Caesarea: Kirchengeschichte. Hrsg. von Eduard Schwartz. Die Griechischen Christlichen Schriftsteller (GCS), Bd. 9, 1–3, Hinrichs, Leipzig 1903–1909. 2., durchgesehene Auflage Hinrichs, Leipzig 1914.
- Eusebius von Caesarea: Kirchengeschichte. Übersetzt von Philipp Haeuser. Mit einem Geleitwort von Andreas Bigelmair. Bibliothek der Kirchenväter 2. Reihe, Bd. 1. Kösel, München 1932.
- Eusebius von Caesarea: Kirchengeschichte. Hrsg. und eingeleitet von Heinrich Kraft, übersetzt von Philipp Haeuser. Kösel, München 1967; 2. Auflage Kösel, München 1981.